# Брабец, Якуб
Я́куб Бра́бец (чеш. Jakub Brabec; родился 6 августа 1992 года в городе Прага, Чехословакия) — чешский футболист, защитник греческого клуба «Арис Салоники» и сборной Чехии.

## Клубная карьера
Брабец — воспитанник пражской «Спарты». Из-за высокой конкуренции он решил покинуть команду и присоединился к «Виктория Жижков» из другой части города. 30 мая 2009 года в матче против «Виктории» Пльзень Якуб дебютировал в Гамбринус лиге, в возрасте шестнадцати лет. По итогам сезона команда вылетела из элиты и Брабец продолжил выступления уже во Втором дивизионе Чехии. Летом 2011 года он вернулся в родную «Спарту». В начале он полгода провёл выступая за дублёров во второй лиге. 19 октября в матче Кубка Чехии против «Зноймо» Якуб дебютировал за «Спарту». 9 марта 2012 года в поединке против своего бывшего клуба «Виктория Жижков» он дебютировал за новую команду в чемпионате.
Летом 2012 года для получения игровой практики Брабец на правах аренды перешёл в «Зброёвку». 16 сентября в матче против «Градец-Коалове» он дебютировал за новую команду. После окончания аренды Якуб вернулся в «Спарту».
16 сентября 2013 года в поединке против «Зноймо» он забил свой первый гол за пражскую команду. В этом же сезоне Якуб помог «Спарте» выиграть чемпионат и Кубок Чехии. 28 августа 2014 года в квалификационном раунде Лиги Европы против нидерландского «Зволле» Брабец забил гол. В 2015 году он стал обладателем Суперкубка Чехии. В матчах Лиги Европы против кипрского АПОЭЛа, греческого «Астерас» и испанского «Вильярреала» Якуб забил по мячу.
Летом 2016 года Брабец перешёл в бельгийский «Генк». 18 сентября в матче против «Андерлехта» он дебютировал в Жюпиле лиге. 20 октября в поединке Лиги Европы против «Атлетика Бильбао» Якуб забил свой первый гол за «Генк». Летом 2018 года Брабец на правах аренды перешёл в турецкий «Ризеспор». 11 августа в матче против «Касымпаши» он дебютировал в турецкой Суперлиге.

## Карьера в сборной
В 2011 году Брабец в составе юношеской сборной Чехии занял второе место на юношеском чемпионате Европы в Румынии. На турнире он сыграл в матчах против команд Румынии, Греции, Ирландии, Сербии и Испании. В поединке против ирландцев Якуб забил гол.
В 2015 году в составе молодёжной сборной Чехии Брабец принял участие в домашнем молодёжном чемпионате Европы. На турнире он сыграл в матчах против сборных Дании, Сербии и Германии.
29 марта 2016 года дебютировал за главную сборную страны в товарищеском матче против сборной Швеции, заменив на 59-й минуте Томаша Сивока. Матч завершился вничью, со счётом 1:1.

## Статистика выступлений за сборную
| Матчи за сборную Чехии | Матчи за сборную Чехии | Матчи за сборную Чехии | Матчи за сборную Чехии | Матчи за сборную Чехии | Матчи за сборную Чехии  | Матчи за сборную Чехии |
| №                      | Дата                   | Оппонент               | Счёт                   | Голы                   | Соревнование            |                        |
| ---------------------- | ---------------------- | ---------------------- | ---------------------- | ---------------------- | ----------------------- | ---------------------- |
| 1                      | 29 марта 2016          | Швеция                 | 1:1                    | -                      | Товарищеский матч       |                        |
| 2                      | 11 октября 2016        | Азербайджан            | 0:0                    | -                      | Отборочный матч ЧМ-2018 |                        |
| 3                      | 11 ноября 2016         | Норвегия               | 2:1                    | -                      | Отборочный матч ЧМ-2018 |                        |
| 4                      | 22 марта 2017          | Литва                  | 3:0                    | -                      | Товарищеский матч       |                        |
| 5                      | 26 марта 2017          | Сан-Марино             | 6:0                    | -                      | Отборочный матч ЧМ-2018 |                        |
| 6                      | 5 июня 2017            | Бельгия                | 1:2                    | -                      | Товарищеский матч       |                        |
| 7                      | 10 июня 2017           | Норвегия               | 1:1                    | -                      | Отборочный матч ЧМ-2018 |                        |
| 8                      | 5 октября 2017         | Азербайджан            | 2:1                    | -                      | Отборочный матч ЧМ-2018 |                        |
| 9                      | 8 ноября 2017          | Исландия               | 2:1                    | -                      | Товарищеский матч       |                        |
| 10                     | 6 сентября 2018        | Украина                | 1:2                    | -                      | Лига Наций 2018/19      |                        |
| 11                     | 10 сентября 2018       | Россия                 | 1:5                    | -                      | Товарищеский матч       |                        |
| 12                     | 13 октября 2018        | Словакия               | 2:1                    | -                      | Лига Наций 2018/19      |                        |
| 13                     | 16 октября 2018        | Украина                | 0:1                    | -                      | Лига Наций 2018/19      |                        |
| 14                     | 15 ноября 2018         | Польша                 | 1:0                    | -                      | Товарищеский матч       |                        |
| 15                     | 10 сентября 2019       | Черногория             | 3:0                    | -                      | Отборочный матч ЧЕ-2020 |                        |
| 16                     | 11 октября 2019        | Англия                 | 2:1                    | 1                      | Отборочный матч ЧЕ-2020 |                        |
| 17                     | 14 ноября 2019         | Косово                 | 2:1                    | -                      | Отборочный матч ЧЕ-2020 |                        |
| 18                     | 11 ноября 2020         | Германия               | 0:1                    | -                      | Товарищеский матч       |                        |
| 19                     | 15 ноября 2020         | Израиль                | 1:0                    | -                      | Лига наций 2020/21      |                        |
| 20                     | 18 ноября 2020         | Словакия               | 2:0                    | -                      | Лига наций 2020/21      |                        |
| 21                     | 4 июня 2021            | Италия                 | 0:4                    | -                      | Товарищеский матч       |                        |
| 22                     | 3 июля 2021            | Дания                  | 1:2                    | -                      | ЧЕ-2020. 1/4 финала     |                        |
| 23                     | 11 ноября 2021         | Кувейт                 | 7:0                    | -                      | Товарищеский матч       |                        |
| 24                     | 16 ноября 2021         | Эстония                | 2:0                    | 1                      | Отборочный матч ЧМ-2022 |                        |
| 25                     | 24 марта 2022          | Швеция                 | 0:1                    | -                      | Отборочный матч ЧМ-2022 |                        |
| 26                     | 29 марта 2022          | Уэльс                  | 1:1                    | -                      | Товарищеский матч       |                        |
| 27                     | 2 июня 2022            | Швейцария              | 2:1                    | -                      | Лига наций 2022/23      |                        |
| 28                     | 5 июня 2022            | Испания                | 2:2                    | -                      | Лига наций 2022/23      |                        |
| 29                     | 9 июня 2022            | Португалия             | 0:2                    | -                      | Лига наций 2022/23      |                        |
| 30                     | 12 июня 2022           | Испания                | 0:2                    | -                      | Лига наций 2022/23      |                        |
| 31                     | 24 сентября 2022       | Португалия             | 0:4                    | -                      | Лига наций 2022/23      |                        |
| 32                     | 16 ноября 2022         | Фарерские острова      | 5:0                    | -                      | Товарищеский матч       |                        |
| 33                     | 19 ноября 2022         | Турция                 | 1:2                    | -                      | Товарищеский матч       |                        |
| 34                     | 24 марта 2023          | Польша                 | 3:1                    | -                      | Отборочный матч ЧЕ-2024 |                        |
| 35                     | 27 марта 2023          | Молдова                | 0:0                    | -                      | Отборочный матч ЧЕ-2024 |                        |
| 36                     | 20 июня 2023           | Черногория             | 4:1                    | -                      | Товарищеский матч       |                        |
| 37                     | 7 сентября 2023        | Албания                | 1:1                    | -                      | Отборочный матч ЧЕ-2024 |                        |
| 38                     | 10 сентября 2023       | Венгрия                | 1:1                    | -                      | Товарищеский матч       |                        |
| 39                     | 12 октября 2023        | Албания                | 0:3                    | -                      | Отборочный матч ЧЕ-2024 |                        |
| 40                     | 15 октября 2023        | Фарерские острова      | 1:0                    | -                      | Отборочный матч ЧЕ-2024 |                        |
| 41                     | 17 ноября 2023         | Польша                 | 1:1                    | -                      | Отборочный матч ЧЕ-2024 |                        |

## Достижения
Командные
 «Спарта» (Прага)
- Чемпионат Чехии по футболу — 2013/14
- Обладатель Кубка Чехии — 2013/14

Международные
 Чехия (до 19)
- Юношеский чемпионат Европы — 2011